# Thomas West, VIII barone De La Warr
Thomas West, VIII barone De La Warr e V barone West (1457 – 10 ottobre 1525), fu Cavaliere dell'Ordine del Bagno e dell'Ordine della Giarrettiera. Fu il primogenito di Richard West, VII barone De la Warr e IV barone di West e di Lady Catherine Hungerford.

## Biografia
Thomas succedette nel titolo all'età di 19 anni. Ebbe una ottima carriera militare sia sotto re Enrico VII che sotto Enrico VIII, ed ottenne numerose onorificenze.
- 1478, Cavaliere dell'Ordine del Bagno.
- 1497, comandò un esercito personale alla Battaglia di Deptford Bridge.
- 1510, Cavaliere dell'Ordine della Giarrettiera.
- 1513, comandò un esercito personale alla Battaglia degli Spurs.
- 1520, fece parte dell'esercito di Enrico VIII a Field of the Cloth of Gold.

Egli si sposò tre volte ed ebbe dieci figli in tolale, compreso il suo erede, Thomas, e sie Owen West, tramite il quale la baronia dei West rimase sospesa in attesa di eredi diretti.
1. Lady Eleanor Percy (b. 1455), figlia di Henry Percy, III conte di Northumberland e Lady Eleanor Poynings.  Da questo matrimonio non ebbe figli.
2. Lady Elizabeth Mortimer (d. 1502), figlia di Lord Hugh Mortimer di Mortimer's Hall e Lady Eleanor Cornwall.  Dal matrimonio nacquero sei figli:
1. Lady Elizabeth West (1487-1526), sposata a Charles Somerset, I conte di Worcester.
2. Thomas West, IX barone De La Warr e VI barone West (1479-1554), sposò Lady Elizabeth Bonville.
3. William West, morto in tenera età.
4. Lady Eleanor West (b. 1481), sposò Sir Edward Guildford.
5. Lady Dorothy West (1483-1542), sposò Sir David Owen.
6. Lady Anne West (1489-1510), sposò Thomas Clifton Fiennes, VIII barone Clifton di Marstoke.
3. Lady Eleanor Copley, figlia di Sir Roger Copley e Jane Hoo. Da questo matrimonio nacquero quattro figli:
1. Sir Owen West (1501-1551), sposò Mary Guildford.
2. Lady Barbara West (1502-1549), sposò John Gage e quindi Sir John Guildford.
3. Sir George West (1510-1538), sposò Elizabeth Morton.
4. Sir Leonard West (1515-1578), sposò Barbara Gascoine.
È stato tumulato nella chiesa di Santa Maria, a Broadwater, un sobborgo di Worthing nel Sussex.